# Impacto económico de la guerra Israel-Gaza (2023-presente)
La guerra de Gaza tuvo importantes implicaciones económicas, no solo para las partes involucradas sino también para la economía global. El número de palestinos que viven en la pobreza ha aumentado drásticamente: 300 000 personas más caerán en la pobreza en noviembre de 2023. La guerra provocó una grave recesión económica: el empleo en la Franja de Gaza se desplomó un 61 % y en Cisjordania un 24 % entre octubre y noviembre de 2023. En marzo de 2024, el desempleo en los Territorios Palestinos se había disparado al 57 %, lo que provocó la pérdida de 500 000 puestos de trabajo.
La infraestructura y la economía de Gaza ya estaban en dificultades antes del conflicto, ya que el 61 % de la población vivía por debajo del umbral de pobreza. La guerra agravó estas condiciones, causando graves daños a viviendas, hospitales, escuelas, sistemas de agua y saneamiento y a la seguridad alimentaria. El Programa de las Naciones Unidas para el Desarrollo (PNUD) informó que el conflicto había hecho retroceder entre 11 y 16 años el desarrollo humano en Gaza y Cisjordania. A fines de diciembre de 2023, la economía palestina había perdido 1500 millones de dólares, y la economía de Gaza se contrajo un 80 % en el cuarto trimestre. En mayo de 2024, se informó que se habían perdido 50 000 millones de dólares en inversiones, lo que hundió a 1,8 millones de personas en la pobreza.
Tras los ataques del 7 de octubre, Israel impidió a 100 000 trabajadores palestinos entrar en Israel para trabajar, lo que afectó gravemente sus ingresos. La creciente presencia militar israelí y la violencia de los colonos obstaculizaron aún más la movilidad y la actividad económica. La situación se vio agravada aún más por la retención de ingresos fiscales por parte de Israel, que afectó el salario de unos 143 000 trabajadores entre octubre y diciembre de 2023. El impacto económico fue especialmente grave en la Ciudad Vieja de Hebrón, donde el 80 % de los negocios cerraron debido a los toques de queda y las restricciones impuestas por las Fuerzas de Defensa de Israel (FDI). El conflicto y las medidas económicas han tenido efectos devastadores en los medios de vida y la estabilidad de los palestinos tanto en Gaza como en Cisjordania.
La guerra Israel-Gaza es la guerra más costosa de la historia de Israel desde el punto de vista económico. La guerra ha ido aumentando paulatinamente su coste para Israel, que a comienzos de noviembre pagaba 600 millones de dólares por semana, mientras que en febrero de 2024, eran ya unos 270 millones de dólares diarios. El consumo de servicios cayó en picado, el gasto en ocio y entretenimiento se desplomó un 70 %, el turismo se detuvo con la cancelación de vuelos, y la construcción se paralizó por la falta de mano de obra de origen palestino. La paralización de la extracción del gas natural le costó a Israel 200 millones de dólares mensuales.
En los mercados bursátiles el índice TA-35 de acciones israelíes de primera línea se vendió y el séquel cayó al nivel más bajo desde 2015. El banco central intervino vendiendo 30 000 millones de dólares de reservas de divisas para frenar la caída. El costo de asegurar la deuda israelí contra el incumplimiento con Credit Default Swaps también aumentó. En febrero de 2024, Moody's disminuyó la calificación crediticia de Israel por primera vez en su historia, pasándola de A1 a A2, así como la de sus cinco principales bancos. Además, asignó a la economía del país una «perspectiva negativa», como ya habían hecho Standard & Poor's y Fitch poco después del inicio de la guerra. En agosto de 2024 fue Fitch la que degradó la nota israelí de «A» a «A-plus», también con perspectiva negativa.

## Palestina

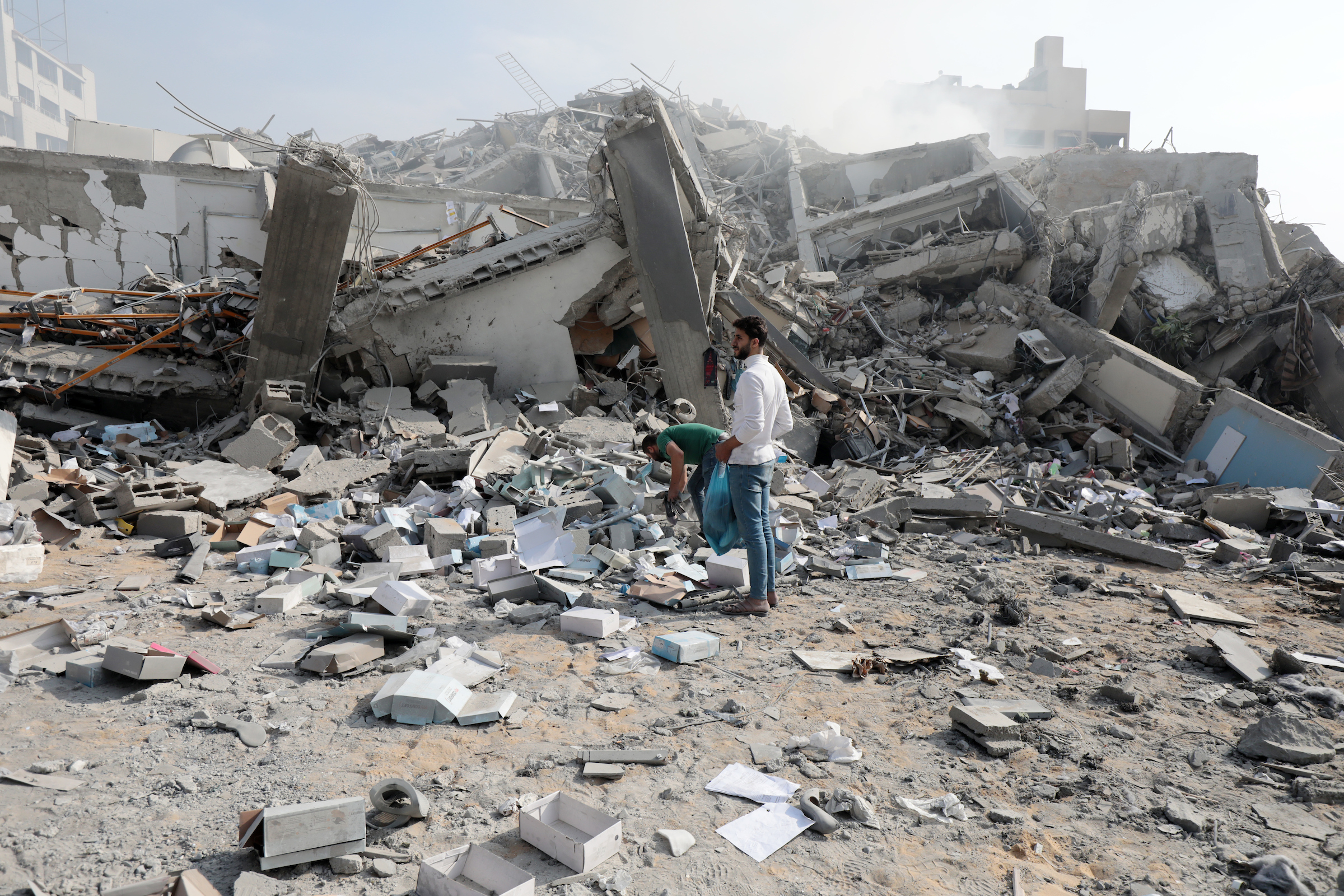
Palestinos inspeccionan las ruinas de la Torre Watan destruida en los ataques aéreos israelíes en la ciudad de Gaza, el 8 de octubre de 2023.

Según el director de la Oficina Regional para los Estados Árabes del Programa de las Naciones Unidas para el Desarrollo (PNUD), Abdallah Al Dardari, el número de palestinos que viven en la pobreza aumentó en 300 000 en noviembre de 2023. Entre octubre y noviembre de 2023, se informó que la guerra había provocado una caída del 61% en el empleo en Gaza y una caída del 24 % en Cisjordania. Se esperaba que el PIB palestino cayera alrededor de un 4,2 % en el mismo período, en comparación con las estimaciones anteriores, con una pérdida de unos 857 millones de dólares. Se esperaba que la cifra aumentara a unos 1700 millones de dólares si la guerra continuaba hasta diciembre de 2023.
En marzo de 2024, la Organización Internacional del Trabajo afirmó que el desempleo había aumentado al 57  % en el primer trimestre de 2024, con 507 000 puestos de trabajo perdidos en los Territorios Palestinos. Gaza atravesó una grave crisis financiera como resultado de los ataques de Israel, y el acceso al efectivo se vio severamente limitado. En la actualidad, alrededor del 85% de la población activa de Gaza está desempleada, lo que ha provocado una importante desaceleración de la actividad económica. Como resultado, la región está funcionando a tan solo el 16 % de su capacidad total, lo que ha provocado una grave recesión económica, como describe el Banco Mundial.

### Franja de Gaza

#### Infraestructura y economía

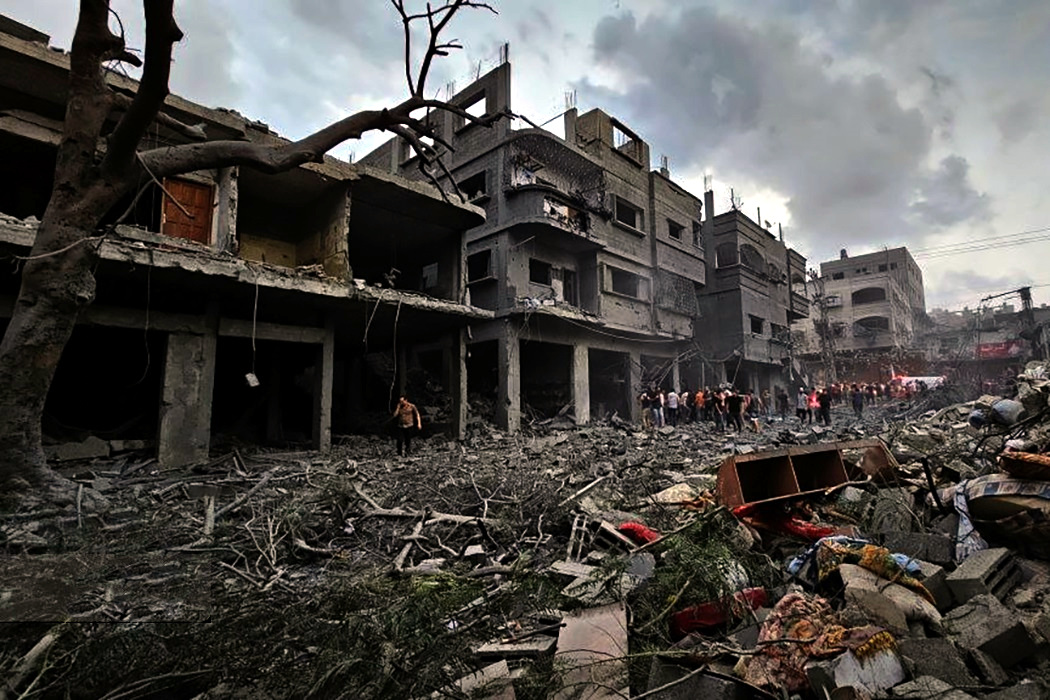
Destrucción causada por los bombardeos israelíes contra la Franja de Gaza

La economía de la Franja de Gaza se hundió un 80 % en el cuarto trimestre de 2023, pasando de 670 millones de dólares en el tercer trimestre a solo 90 millones en el último trimestre. La pobreza en Gaza ya se caracterizaba como grave antes de la guerra debido al continuo bloqueo israelí, y el 61 % de la población se consideraba por debajo de la línea de pobreza según el Banco Mundial. Después de sólo un mes de combates, el porcentaje ha aumentado alrededor de un 20 % y se espera que el número aumente a alrededor del 34 % en el segundo mes de la guerra.
La guerra ha causado daños devastadores a la infraestructura y la economía de Gaza, y ha resultado en trastornos y destrucción a una escala nunca antes vista en la Franja. El 17 de enero, un estudio de profesores de la Universidad Municipal de Nueva York y de la Universidad Estatal de Oregón fijaba la cifra de edificios dañados o totalmente destruidos entre el 50 % y el 62 %. En abril de 2024, la URNWA calculó el número de viviendas destruidas o parcialmente dañadas en un 62 % del total; en concreto, afirmó que casi 90 000 viviendas habían sido destruidas por completo y que otras 300 000 habían resultado dañadas por los bombardeos israelíes. La guerra también ha afectado gravemente a hospitales, escuelas, sistemas de agua y saneamiento y la seguridad alimentaria.
A finales de diciembre de 2023, la Oficina Central de Estadísticas de Palestina estimó que la economía palestina había perdido un total de 1500 millones de dólares desde el inicio del conflicto. Un informe conjunto del Banco Mundial y de la ONU informó el 2 de abril de 2024 de que los daños causados por los bombardeos israelíes a la infraestructura crítica de la Franja en los cuatro primeros meses de campaña ascendían a 18 500 millones de dólares. En mayo de 2024, el Programa de las Naciones Unidas para el Desarrollo afirmó que se habían perdido 50 000 millones de dólares en inversiones y que 1,8 millones de personas habían caído en la pobreza.

#### Empleo
La guerra causó pérdidas significativas de empleo en Gaza. A medida que la guerra alcanzaba el mes de duración, se estimaba que se habían perdido el 61 % del empleo en Gaza, equivalente a 182 000 puestos de trabajo. Para junio de 2024, la Organización Internacional del Trabajo afirmó que el desempleo era del 80 %.

### Cisjordania
Poco después de los ataques del 7 de octubre, Israel había restringido la entrada a Israel a unos 100 000 trabajadores palestinos que vivían en Cisjordania para trabajar, aludiendo a informes de preocupaciones de seguridad. Estos trabajadores transfronterizos representaron alrededor de 5500 millones de dólares para la economía palestina, o alrededor de un tercio de la economía combinada de Cisjordania y Gaza según el Banco Mundial.  Otros palestinos también se han mostrado reacios a desplazarse debido al aumento de los movimientos militares israelíes y a la violencia de los colonos israelíes en Cisjordania. Según la secretaria del Tesoro de Estados Unidos, Janet Yellen, «Impedir que los residentes de Cisjordania trabajen en Israel tiene un efecto negativo muy significativo en los ingresos en Cisjordania».
La Organización Internacional del Trabajo ha estimado que, en diciembre de 2023, alrededor del 32 % del empleo o 276 000 puestos de trabajo se habían perdido en Cisjordania desde el inicio de la guerra, con una pérdida de 500 millones de dólares entre octubre y noviembre de 2023.
En febrero de 2024, B'Tselem informó que Israel había restringido a los palestinos en Cisjordania la posibilidad de cosechar sus olivos, afirmando: «La cosecha de 2023 fue especialmente importante este año ya que la economía palestina ya está pasando apuros debido a la guerra en Gaza, en particular debido a la prohibición de entrada de trabajadores a Israel».
Cisjordania también se vio gravemente afectada por la decisión israelí de retener los ingresos fiscales palestinos. Antes del estallido de la guerra, Israel y la Autoridad Nacional Palestina habían estado en disputa por el dinero de los impuestos que Israel recaudaba para Cisjordania y Gaza, lo que provocó que el salario de unos 143.000 trabajadores se viera afectado entre octubre y diciembre de 2023. El director del Comité de Reconstrucción de Hebrón declaró que el 80 % de los negocios en la Ciudad Vieja estaban cerrados debido a los toques de queda y cierres de las FDI.
En mayo de 2024, la Autoridad Palestina declaró que el Ministerio de Finanzas israelí estaba reteniendo los ingresos fiscales y, como resultado, los salarios del sector público solo podían pagarse parcialmente. La secretaria del Tesoro de Estados Unidos, Janet Yellen, declaró que estaba preocupada por los informes. En julio de 2024, el gobierno de Brasil anunció que estaba adoptando una política de libre comercio con Palestina.

## Israel
La guerra contra la Franja de Gaza y los conflictos asociados han supuesto la guerra más larga y la más cara de la historia de Israel. El modelo económico israelí, basado en atraer la inversión extranjera directa en el sector tecnológico y otras industrias exportadoras y que ya en verano habían caído un 68 %, se ha visto afectado debido a las acciones llevadas a cabo en Palestina. La llamada a filas de 360 000 reservistas suponía la ausencia del 8 % de la fuerza laboral del país y un 10 % de los trabajadores del sector tecnológico israelí.

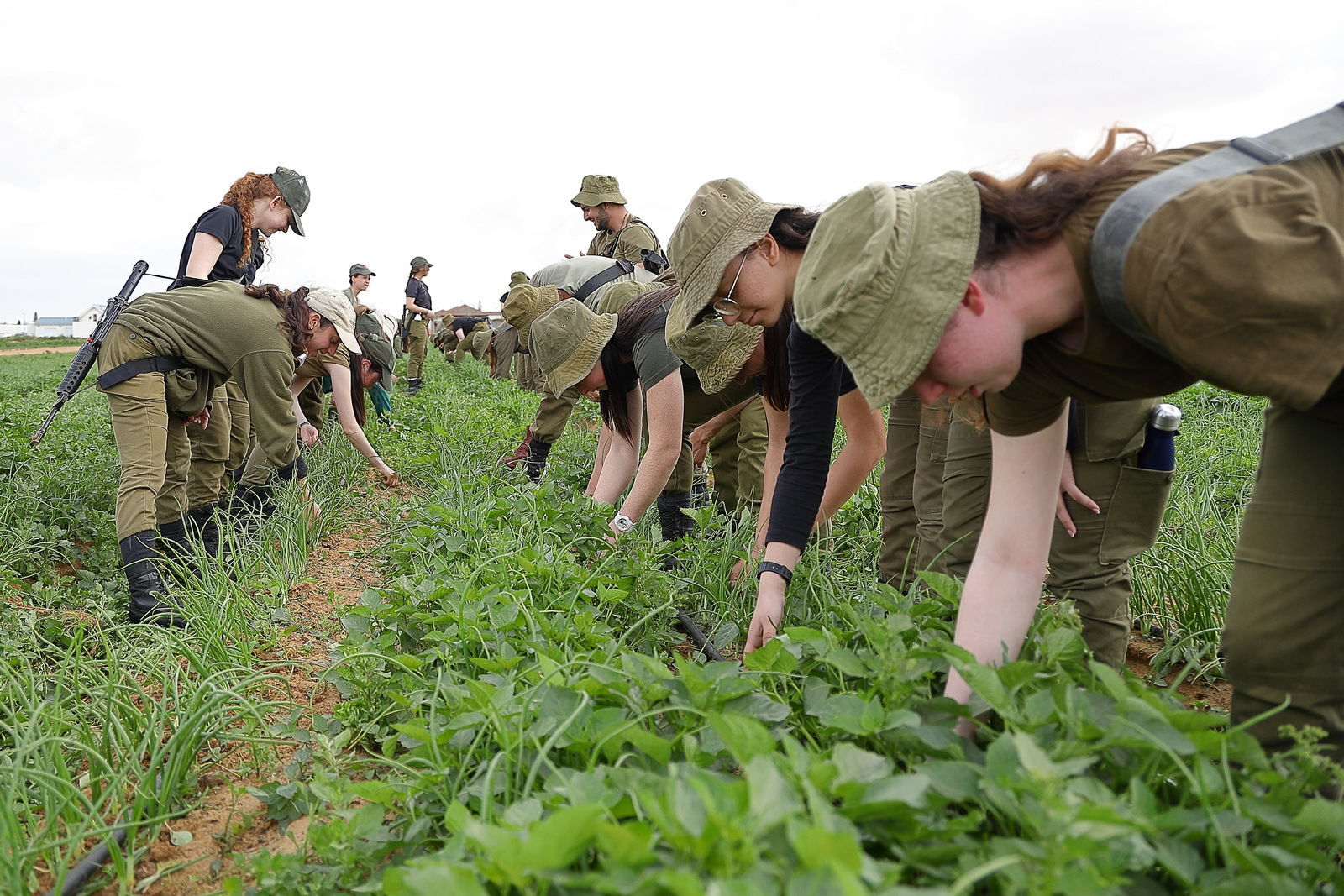
Mujeres miembros de las Fuerzas de Defensa de Israel trabajando en el campo, reemplazando la mano de obra extranjera perdida - marzo de 2024

El consumo de servicios cayó en picado pues la gente teme reunirse en restaurantes y se limitaron las reuniones públicas. El gasto en ocio y entretenimiento se desplomó un 70 %. El turismo, uno de los pilares económicos de Israel, se detuvo, pues se cancelaron vuelos y se desviaron desvían cargamentos. La construcción se paralizó debido a que la mano de obra era de origen palestino. El gobierno israelí detuvo la producción del gas natural que se sacaba en el mar. Esta medida le costó a Israel 200 millones de dólares mensuales en ingresos perdidos. El 21 de abril de 2024, The Times of Israel informaba de que 57 000 pasajeros habían pasado por aeropuertos israelíes ese día en 339 vuelos, en comparación con los 2,1 millones de pasajeros que lo hicieron un año antes en 14 863 vuelos. La gran demanda y la falta de oferta, después de que muchas compañías cancelasen sus vuelos regulares hacia y desde Israel, habían llevado a que los precios de los billetes de avión se duplicaran con respecto a antes de la guerra.
En los mercados bursátiles el índice TA-35 de acciones israelíes de primera línea se ha vendido y el séquel cayó al nivel más bajo desde 2015. En respuesta el Ministerio de Finanzas esbozó planes para aumentar el gasto en defensa y ayudar a quienes se quedaron sin trabajo. El banco central intervino, vendiendo 30 000 millones de dólares de reservas de divisas para frenar la caída. Con la advertencia de la agencia de calificación Moody's sobre un golpe a la calificación crediticia de Israel, el costo de asegurar la deuda israelí contra el incumplimiento con Credit Default Swaps también aumentó.
La agencia crediticia Moody's rebajó el rating crediticio de Israel de A1 a A2 con perspectiva «negativa» debido a la inestabilidad causada por la guerra y los temores a una posible expansión de la guerra contra las milicias de Hezbolá en Líbano. Esta rebaja es la primera en su historia y podría traducirse en un incremento de los tipos de interés o en un debilitamiento del séquel. Se unía así a las otras dos grandes agencias de calificación, pues Standard & Poor's ya había degradado la calificación crediticia de Israel de «estable» a «negativa» tras el ataque del 7 de octubre, y Fitch había hecho lo propio el 17 de octubre. Pocos días después, Moody's rebajó la calificación crediticia de los cinco principales bancos israelíes, a las que dio una «perspectiva negativa». El 19 de abril, Standard & Poor's volvió a reducir a nota de solvencia de la deuda soberana a largo plazo de Israel, que pasó de A+ a AA- con perspectiva negativa. Más específicamente, rebajó las notas crediticias soberanas de moneda extranjera y local a largo plazo para Israel (de A+ a AA-), las calificaciones a corto plazo (de A-1+ a A-1) y la evaluación de transferencia y convertibilidad (de AA+ a AA).
Según datos oficiales de la Oficina Central de Estadísticas, en el cuarto trimestre el PIB de Israel se contrajo un 19,4 % en términos anualizados, aunque en el conjunto del año el PIB creció un 2 % en promedio. Entre octubre y diciembre, en datos anualizados, Israel registró una caída del 26,9 % del gasto en consumo privado y una disminución del 67,8 % en las inversiones en activos fijos, así como un aumento del 88,1 % del gasto en consumo público, mientras que las exportaciones bajaron un 18,3 % y las importaciones un 42,4 %.
Un total de 9855 trabajadores tailandeses del sector agrícola, 4331 trabajadores del sector de la construcción y 2997 del sector de enfermería abandonaron Israel tras la Operación Inundación de Al-Aqsa. Además, al impedir la entrada a Israel de 85 000 trabajadores palestinos se creó una escasez de unos 100 000 trabajadores extranjeros y palestinos.
Como consecuencia de la campaña hutí de ataques sobre buques mercantes, el puerto israelí de Eilat, el único de este país en el mar Rojo, anunció a finales de marzo de 2024 que iba a despedir a la mitad de su plantilla por el descenso de actividad económica: de los 149 000 vehículos que entraron en Israel en 2023 a través de ese puerto, ni uno solo había accedido hasta ese momento en 2024.
En agosto de 2024, la agencia de calificación Fitch volvió a rebajar la calificación crediticia de Israel de A+ a A, añadiendo que seguía manteniendo una perspectiva «negativa» ante la posibilidad de que la guerra se expandiese a todo Oriente Medio. Ese mismo día, el séquel cayó un 1,7 % con respecto al dólar y la bolsa de Tel Aviv cayó un 1%. Unos días después, la financiera JP Morgan rebajó las expectativas de crecimiento de Israel para 2024 y 2025 tras afirmar que sus datos macroeconómicos «sorprenden negativamente», después de que el crecimiento del segundo trimestre, de tan solo un 1,2 %, resultase «significativamente por debajo de las expectativas» de un 5,8%. Los principales factores negativos fueron el descenso de la inversión empresarial y un continuo declive de las exportaciones. La inflación, que el gobierno había previsto que subiría entre un 1 % y un 3 % en todo 2024, había llegado ya al 3,2 % en junio.
Israel experimentará un importante shock económico, con un 90 % de su impacto derivado de consecuencias indirectas como una disminución de la inversión, un mercado laboral perturbado y un crecimiento de la productividad obstaculizado.
Para el 10 de julio de 2024, 46 000 empresas en Israel se vieron obligadas a cerrar debido al impacto económico de la guerra, lo que afectó a casi todos los sectores de la economía. Además, el 12 de julio, el puerto de Eilat se declaró en quiebra, debido a que no tuvo actividad económica ni ingresos durante ocho meses.
El déficit fiscal de Israel en el mes de agosto llegó hasta el 8,3 % de su producto interior bruto, muy lejos del 6,6 % marcado como objetivo para 2024 y aún más del 4,3 % de 2023. De hecho, en cinco de los ocho primeros meses de 2024, la deuda fiscal había superado ese 6,6 % del PIB. Este déficit era una de las bases de las continuas degradaciones de las calificaciones crediticias sufridas por Israel desde el inicio de la guerra, que le habían llevado a pagar unos 7000 millones de séquels más en intereses de las deudas contraídas con respecto a lo pagado en 2023.
Un informe del diario económico israelí Calcalist señaló a mediados de septiembre que las propias instituciones económicas israelíes habían movido al extranjero unos 40 000 millones de dólares en inversiones desde el inicio de la guerra. A finales de septiembre de 2024, Moody's volvió a reducir la calificación crediticia de Israel, que quedó en la categoría de Baa1. Moody's declaró que «con los elevados riesgos de seguridad, ya no esperamos la rápida y potente recuperación económica de otros conflictos previos». Moody's también mantuvo la perspectiva negativa de esta calificación. Unos días después, Standard & Poor's siguió los pasos de Moody's y degradó la calificación crediticia de Israel de A+ a A citando la creciente posibilidad de que la guerra se alargase hasta 2025 debido a la invasión israelí del Líbano. Además, mantuvo una perspectiva negativa para las futuras calificaciones.

### Sanciones internacionales
Las fábricas de alta tecnología de Israel informaron el 25 de diciembre de que habían tenido problemas con las importaciones electrónicas procedentes de China debido a los recientes obstáculos burocráticos, lo que había provocado mayores costes de importación y retrasos en los plazos de entrega. Los funcionarios israelíes también informaron que China se había negado a enviar trabajadores a su país durante la guerra en el contexto de una escasez de trabajadores en los sectores agrícola y de la construcción de Israel. Las acciones de China fueron calificadas como una sanción de facto.
El martes 9 de abril de 2024, el ministro de Comercio de Turquía, Ömer Bolat, anunció que su Gobierno había decidido imponer restricciones a la exportación de más de cincuenta categorías de productos procedentes de Israel, hasta que el Estado hebreo «declare un alto el fuego inmediato en Gaza y permita el flujo ininterrumpido y en cantidad suficiente de ayuda humanitaria a la Franja». Las restricciones afectan a productos de aluminio, hierro, acero, cemento, equipamiento y productos de construcción, combustible para aviones y otros materiales. A comienzos de mayo, Turquía, el cuarto mayor socio comercial de Israel, anunció el cese completo del comercio entre ambos países, que había llegado en 2023 hasta los 6800 millones de dólares.
Además se paralizó un proyecto conjunto de Gaza e Israel sobre la utilización y financiación conjunta de un yacimiento gasífero en el mar frontera entre Israel y Líbano. Dicha paralización beneficiaría a Catar, Turquía, Rusia e Irán.
El 7 de junio, el presidente de Colombia, Gustavo Petro, anunció que su Gobierno suspenderá las exportaciones de carbón a Israel, del que es su principal proveedor, «hasta que se cumplan a cabalidad las órdenes de medidas provisionales emitidas por la Corte Internacional de Justicia en el Proceso de la aplicación de la Convención para la Prevención y la Sanción del Delito de Genocidio en la Franja de Gaza». En agosto de 2024, Petro firmó un decreto por el que prohibía las exportaciones de carbón a Israel como medida de respuesta a la ofensiva israelí sobre Gaza. En dicho decreto se señalaba que «El artículo 95 de la Constitución Política establece que la calidad de colombiano implica (...) obrar conforme al principio de solidaridad social, respondiendo con acciones humanitarias ante situaciones que pongan en peligro la vida o la salud de las personas».
El 16 de octubre de 2024, el Gobierno francés informó a los organizadores de la feria naval Euronaval 2024 que las empresas israelíes, no podrán montar ningún stand ni exhibir su material militar en dicha feria. Está decisión se produce en un momento de gran tensión entre Israel y Francia tras las críticas del presidente Emmanuel Macron, por el gran número de las bajas civiles en las campañas israelíes y su petición de aplicar un embargo de armas contra Israel.

### Gastos militares
Apenas un mes después de comenzada a guerra, esta le estaba costando a la economía israelí unos 600 millones de dólares a la semana debido a las ausencias laborales, según el Banco de Israel. Esto equivalía aproximadamente al 6 % del PIB semanal. Sin embargo, el banco también afirmó que la estimación no reflejaba los daños totales y no incluía los daños causados por la ausencia de trabajadores palestinos y extranjeros. Por otro lado, la ministra del Tesoro de Israel dijo en diciembre que el costo directo diario de la guerra de Gaza para su país era de aproximadamente 246 millones de dólares. En febrero de 2024, la guerra le costaba a Israel unos 270 millones de dólares diarios.

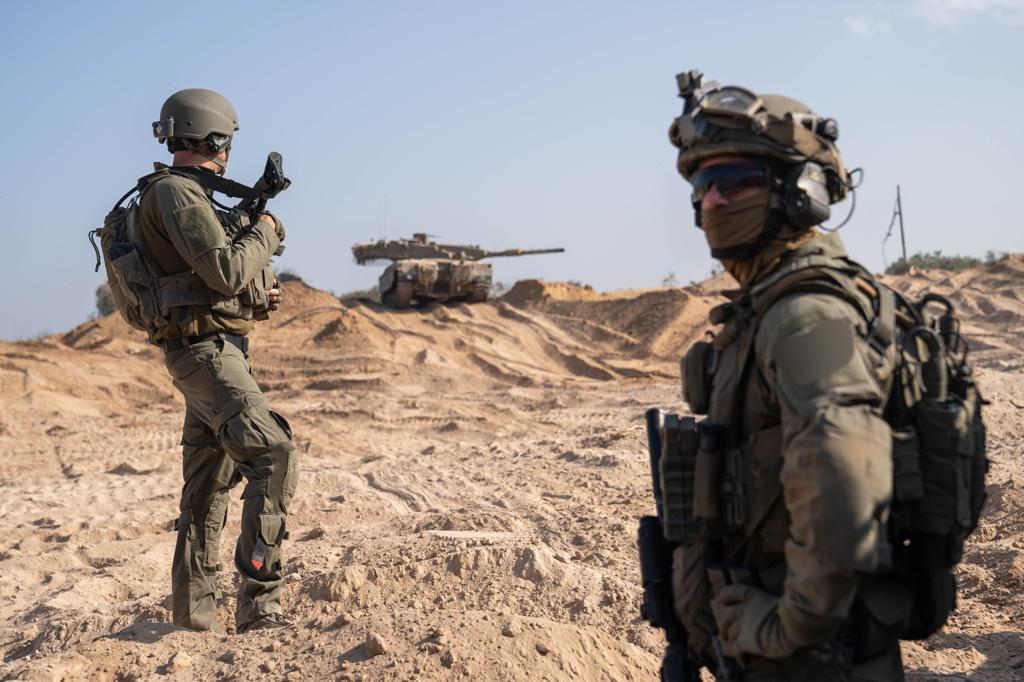
Tropas israelíes durante los primeros meses de la guerra de Gaza - noviembre de 2023

A comienzos de noviembre se ha estimó que si la guerra durara entre ocho y doce meses, el coste de esta para la economía israelí sería de más de 50 000 millones de dólares, o cerca del 10 % del PIB, según Calcalist, citando cifras iniciales del Ministerio de Finanzas. Las estimaciones asumían que el conflicto se limitaría a Gaza, sin una mayor escalada con otras partes, y dependía de que los 350 000 reservistas reclutados volviesen pronto a trabajar. En febrero de 2024, el Banco de Israel calculaba que la guerra le iba a costar a su país unos 64 000 millones de euros hasta 2025, o el equivalente al 13 % del PIB estimado para 2024.
En noviembre, el Banco de Israel proyectó que la guerra generaría un gasto total de aproximadamente 53 000 millones de dólares hasta 2025. Esta estimación se basó en pronósticos de un aumento de los gastos de defensa y otros gastos, junto con una disminución de los ingresos fiscales. La magnitud de la actividad militar presenciada por Israel en términos de duración, intensidad y costo no se ha observado en los últimos tiempos. La Guerra de Gaza de 2014, también conocida como Operación Margen Protector por las Fuerzas de Defensa de Israel (FDI), duró más de un mes y tuvo un impacto significativo en la economía israelí. Resultó en una pérdida estimada de 7000 millones de séquels (1960 millones de dólares), excluyendo el pago de los reservistas y los gastos de armamento de la fuerza aérea. Para restaurar la estabilidad financiera, el gobierno implementó un recorte presupuestario de 2000 millones de séquels (559 millones de dólares) en todos los ministerios, excepto en el de Defensa.
La financiación de los gastos militares durante la guerra en Israel se disparó, pasando de 1800 millones de dólares a 4700 millones de dólares a finales de 2023.

### Desinversiones
Samsung Next, la rama de capital de riesgo de Samsung Electronics, anunció en abril de 2024 que cerraría sus operaciones en Israel después de una década de inversiones en medio de condiciones comerciales en declive en el país. El movimiento BDS lo definió como «otro fuerte indicador de la dramática caída de la confianza en la economía israelí».

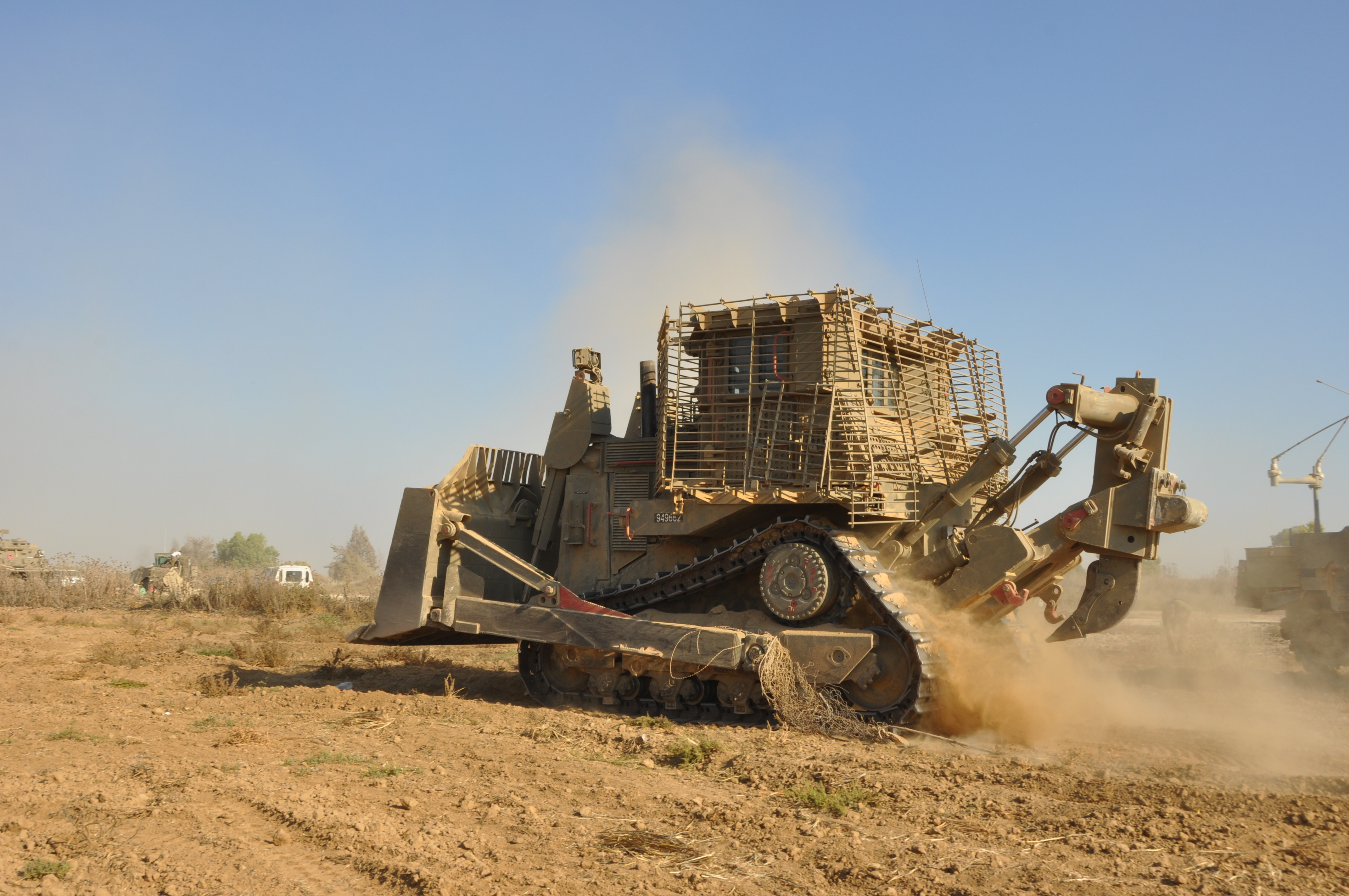
Un buldócer Caterpillar D9 utilizado por el Ejército israelí para demoler viviendas de civiles palestinos

El fondo soberano de pensiones noruego KLP, anunció el 26 de junio de 2024, que había vendido su participación de cerca de 70 millones de dólares en el grupo industrial estadounidense Caterpillar debido al riesgo de que sus equipos estén «contribuyendo a abusos contra los derechos humanos y violaciones del derecho internacional en Cisjordania y Gaza». Según afirmó el fondo noruego había entablado un diálogo con la empresa estadounidense pero no había recibido garantías satisfactorias de que fuera capaz de reducir el riesgo de que los productos vendidos a Israel no fueran a violar los derechos humanos.
El 5 de diciembre de 2024, el fondo soberano de Noruega, anunció su decisión de vender todas las acciones que posee de la empresa de telecomunicaciones israelí Bezeq, a causa del «inaceptable riesgo» de que «contribuyan a violaciones graves de los derechos de las personas en situaciones de guerra y conflicto», debido a los servicios de telecomunicaciones que presta en los asentamientos israelíes en Cisjordania. Considerados por la Corte Internacional de Justicia (CIJ) como ilegales de acuerdo con la Cuarta Convención de Ginebra sobre el desplazamiento forzoso de personas.
La inversión extranjera directa en Israel cayó un 29 % en 2023. Además, los rendimientos de los bonos israelíes a finales de 2024 habían alcanzado el nivel más alto en 13 años, lo que refleja la menor confianza de los inversores en la estabilidad económica de Israel y el objetivo de este país de compensar el gasto militar.
El sector de alta tecnología de Israel constituye la mayor parte de su PIB. Sin embargo, la guerra le ocasionó pérdidas drásticas debido a la caída de la inversión extranjera y nacional. Según el Centro de Investigación Israelí IVC, en 2024 se registró una disminución del 42 % en el número de transacciones entre empresas israelíes e inversores extranjeros en comparación con 2023. Samsung también cerró sus operaciones en Israel y, en junio, Intel canceló la construcción de una fábrica de 25 000 millones de dólares. Además, una encuesta de Start-Up Nation Central, una ONG que investiga las 7500 empresas de alta tecnología y 500 empresas multinacionales de Israel, encontró que el 49% de las empresas de alta tecnología y multinacionales de Israel habían cancelado inversiones, mientras que el 70% expresaba preocupación por su capacidad de obtener ganancias el próximo año y el 40 % estaba planeando trasladar sus operaciones fuera de Israel. El 24 % ya ha trasladado al menos parte de sus operaciones al extranjero y el 44 % ha informado de que ha realizado recortes de plantilla.
El fondo soberano de inversión de Noruega decidió desinvertir en la empresa israelí Paz Retail and Energy porque ésta posee y opera infraestructura que suministra combustible a los asentamientos israelíes en los territorios palestinos ocupados lo que contribuye «a su perpetuación». Se trata de la segunda desinversión después de que el Consejo de Ética del fondo, adoptara en agosto una interpretación más estricta de los estándares éticos para las empresas israelíes que operan en los Territorios Palestino Ocupados.

### Turismo

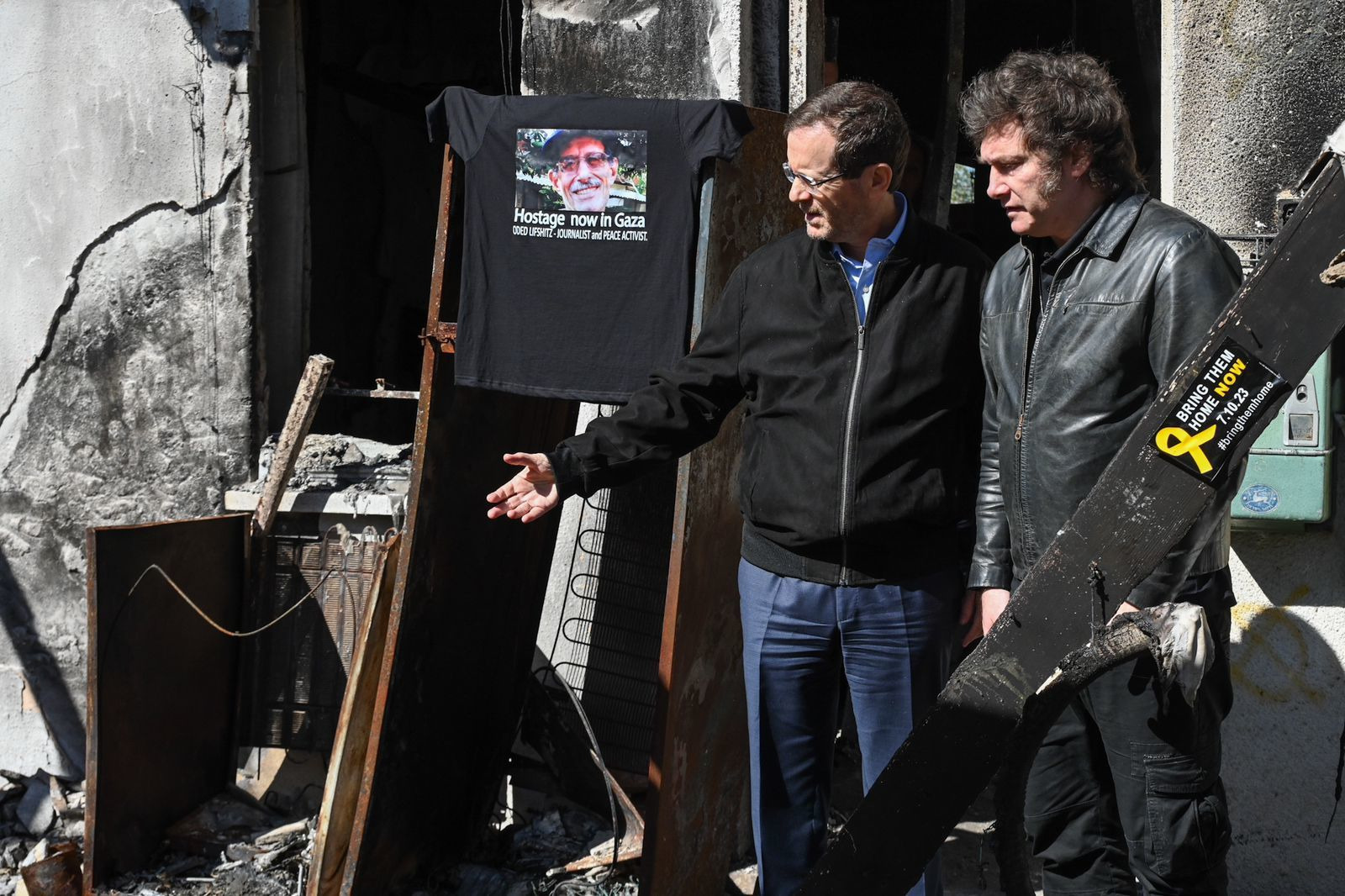
El presidente argentino Javier Milei visitando el kibutz Nir Oz en febrero de 2024

Después de los ataques del 7 de octubre el turismo en Israel disminuyó significativamente, la mayoría de las aerolíneas internacionales suspendieron los vuelos a Israel. El país recibió alrededor de 58 000 turistas en enero de 2024 en comparación con los 257.400 que habían llegado en enero de 2023, lo que supone una disminución de alrededor del 80 %. La Oficina Central de Estadísticas de Israel informó que hubo una disminución del 96 % entre meses en las visitas de un solo día, con solo 500 contabilizadas en 2024 en comparación con 14 000. Los israelíes también están limitando sus viajes al extranjero, con una disminución de alrededor del 50 % anual.
Muchos evacuados de los kibutz atacados se asentaron en áreas turísticas, lo que provocó que muchas ciudades como Eilat se adaptaran a apoyar a los evacuados y a poco o ningún turista para sus negocios. Los propietarios de negocios informaron que han tenido que despedir empleados porque la mayoría de los evacuados no tienen dinero para gastar y los turistas encuentran el espacio deprimente debido a los evacuados. El gobierno israelí anunció en enero de 2024 que habría un paquete de ayuda para Eilat que incluía alrededor de 50 millones de shekels para ayudar con los negocios afectados.

## Economía global
El conflicto tiene el potencial de hundir a la economía global en una recesión. La guerra podría tener repercusiones significativas en el panorama económico de Europa, impactándolo a través de una reducción del comercio regional, regulaciones financieras más estrictas, aumento de los costos de la energía y menor seguridad del consumidor. Goldman Sachs subrayó que la forma más crucial y potencialmente impactante de que la presión podría afectar a la economía europea era a través de los mercados del petróleo y el gas natural.

## Otros países

### Líbano
El comercio de aceitunas en el sur del Líbano, que es la principal fuente de ingresos para muchos, se detuvo cuando los agricultores suspendieron sus cosechas por temor a los bombardeos activos. Según el ministro de Agricultura, 40 000 olivos fueron destruidos por incendios causados por los bombardeos de las Fuerzas de Defensa de Israel.
El Instituto de Finanzas Internacionales predijo que el PIB del Líbano podría disminuir un 1 % para finales de año y un 30 % en 2024 en caso de que la guerra se extienda durante más tiempo.

### Baréin
La Asamblea Nacional de Baréin suspendió las relaciones diplomáticas y económicas el 2 de noviembre, citando una «postura sólida e histórica que apoya la causa palestina y los derechos legítimos del pueblo palestino».

### Egipto
Egipto, una nación que lucha con una economía vulnerable, enfrenta más obstáculos como resultado del conflicto. Esta confrontación tiene la capacidad de perturbar el sector turístico e impedir la importación de gas natural, ejerciendo así una mayor presión sobre la economía de Egipto. La guerra en Gaza, que se desarrolla a lo largo de la frontera de Egipto con la península del Sinaí, coincide con la guerra en Ucrania y el impacto global de la pandemia de coronavirus, los cuales han dejado al descubierto las vulnerabilidades de la economía de Egipto.
La economía de Egipto, que ya se encontraba en crisis, ahora corre el riesgo de sufrir más daños debido al conflicto de Israel con Gaza y las crecientes tensiones en el mar Rojo, según los analistas. La economía del país, que actualmente se sostiene gracias a la ayuda externa, está lidiando con una creciente deuda pública que supera el 90 % de su PIB, salidas de capital y una moneda que se deprecia frente al dólar estadounidense.
Los lugares históricos de Egipto, como las pirámides, museos, complejos turísticos y monumentos, siempre han atraído a turistas de todo el mundo, contribuyendo significativamente a la economía del país. En 2022, aproximadamente tres millones de egipcios trabajaban en el sector turístico. Antes del estallido del conflicto entre Israel y Gaza, la industria turística egipcia ya enfrentaba dificultades para recuperarse del impacto de la COVID-19. A pesar de mostrar indicios de mejora, se espera que los recientes acontecimientos en Gaza y la crisis en la región del mar Rojo afecten negativamente a los ingresos generados por el turismo. S&P Global Ratings predice una disminución del 10 % al 30 % en los ingresos turísticos de Egipto en comparación con el año anterior, lo que podría provocar una pérdida del 4 % al 11 % en las reservas de divisas y una disminución del PIB.
Desde noviembre, Egipto se enfrenta a las repercusiones económicas de los ataques con misiles y drones de los hutíes contra buques comerciales en el mar Rojo, realizados en respuesta a la invasión israelí de Gaza. Como resultado, muchas compañías navieras han optado por redirigir sus buques alrededor del cabo de Buena Esperanza, evitando la ruta comercial más corta que conecta Asia con Europa a través del canal de Suez. Esto ha tenido un impacto significativo en los ingresos egipcios provenientes del Canal que ascendieron a 9400 millones de dólares en el ejercicio fiscal 2022-2023. Sin embargo, en los primeros once días de este año, los ingresos por dicho concepto experimentaron una drástica disminución del 40 % en comparación con el mismo período del año anterior.

### Indonesia
Se prevé que el actual conflicto entre Hamás e Israel tendrá repercusiones en la economía de Indonesia, específicamente en el ámbito industrial. Bobby Gafur Umar, líder de la industria manufacturera de la Asociación de Empresarios de Indonesia (Apindo), destacó que cualquier agitación en el Medio Oriente afectaría el entorno empresarial en Indonesia, particularmente en el sector energético. Una consecuencia directa de esta guerra es el aumento de los precios de la energía, lo que se traduce en un aumento de los gastos asociados a las materias primas. Esto se debe principalmente a que Indonesia no puede producir todas las materias primas que necesita.

### India
Expertos indios han expresado su preocupación por el conflicto en curso, ya que temen que pueda tener efectos adversos en la economía india. Se espera que la escalada de los precios del petróleo aumente los costos de importación, lo que en consecuencia provocará un aumento de los precios de las materias primas y los alimentos. Esta situación plantea un desafío importante para la economía india.

### Estados Unidos
La Cámara de Representantes de los Estados Unidos ha respaldado la propuesta republicana, que destina 14.500 millones de dólares a apoyo militar para Israel. Además, Israel ha recibido la mayor cantidad de ayuda militar de Estados Unidos desde el fin de la Segunda Guerra Mundial, superando los 124.000 millones de dólares.

## Boicot a marcas

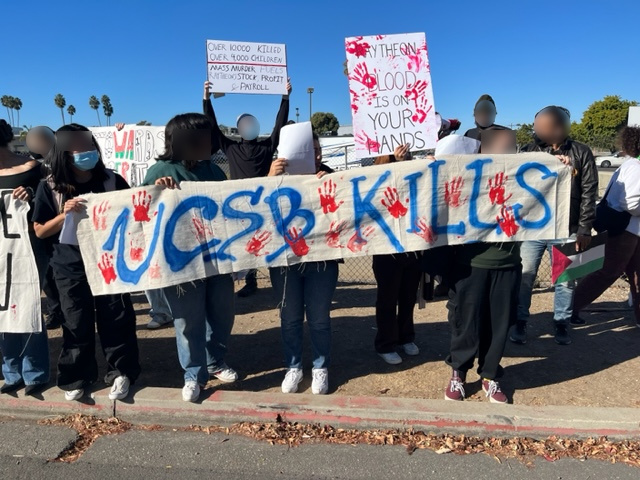
Manifestantes a las puertas de la oficina de Raytheon en Goleta, California el 9 de noviembre

El boicot a las marcas fue un aspecto notable de las implicaciones económicas de la guerra. Marcas como McDonald's, Burger King, Coca-Cola, KFC, Pizza Hut, Puma, Starbucks y Unilever enfrentaron boicots por parte de los consumidores debido a su apoyo a Israel (reflejando su enojo por el apoyo de los gobiernos occidentales a Israel) y admitieron perdidas multimillonarias.En menor medida también sufrieron boicot Zara y Marks & Spencer.
El boicot a la compañía de cafeterías en Estados Unidos se debía a que ésta denunció a Workers United porque una cuenta de redes sociales de dicho sindicato publicó un mensaje a favor del Pueblo Palestino. A esto se unió el boicot que se le estuvo realizando en Finlandia debido  que Howard Schultz, presidente emérito de la compañía y mayor accionista, invirtió 1,7 millones de euros en la «startup» israelí de ciberseguridad Wiz que tiene vínculos con el aparato de seguridad nacional israelí. En algunos lugares las tiendas sufrieron actos vandálicos.
Los activistas en Derry (Irlanda), persuadieron a O'Neills para que retirara los productos Puma debido al patrocinio de la marca deportiva a la Asociación de Fútbol de Israel. Starbucks fue atacado en Keighley, West Yorkshire, y los manifestantes rompieron los escaparates de la tienda, tras la decisión de la corporación de demandar al sindicato Starbuck Workers United después de que la organización laboral publicara en las redes sociales su apoyo a Palestina.

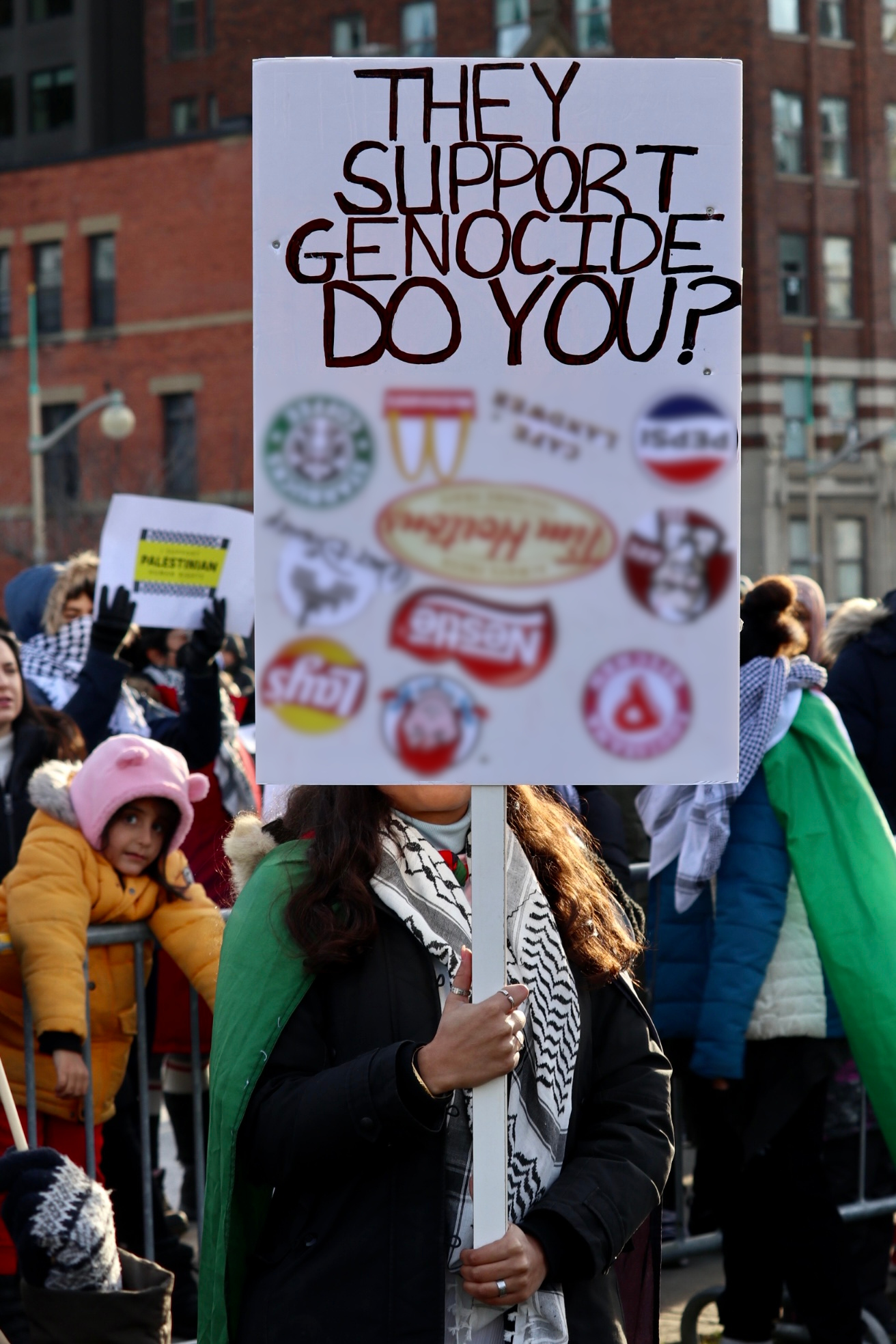
manifestante propalestino pide el boicot a una serie de marcas occidentales afirmando que «Ellos apoyan el genocidio, ¿verdad?»

«Mientras esta guerra continúe... no esperamos ver ninguna mejora significativa» estas fueron las palabras del dueño de McDonald´s tras conocer que las ventas en Oriente Medio, China e India sólo crecieron un 0,7 %. Los restaurantes en Malasia, Indonesia, Francia y sobre todo Oriente Medio se vieron afectados por la guerra. Incluso los dueños de las franquicias en Kuwait, Malasia y Pakistán se vieron obligados a emitir declaraciones distanciándose de la empresa. En Estados Unidos también cayeron las ventas. Posteriormente el director ejecutivo de McDonald's, Chris Kempczinski, admitió que la compañía ha sufrido un fuerte impacto financiero, especialmente en sus mercados de Medio Oriente. «Varios mercados en Medio Oriente y fuera de la región están experimentando un impacto comercial significativo debido a la guerra y la desinformación asociada que está afectando a marcas como McDonald's». La caída en ventas de la cadena de comida rápida se produce después de que los clientes de los países musulmanes pidieran un boicot a McDonald's en respuesta a que su franquicia israelí donara miles de comidas gratis al ejército israelí.
Se tomaron medidas directas en las fábricas de armas de los Estados Unidos y el Reino Unido que suministran armas a Israel, como Lockheed Martin, General Dynamics, Textron, Boeing, Raytheon Technologies y Northrop Grumman. Por ejemplo, el 10 de noviembre de 2023, sindicalistas en Rochester, Kent, bloquearon las entradas a una fábrica de BAE Systems, afirmando que la instalación fabricaba componentes de aviones militares utilizados para bombardear Gaza; y el 16 de noviembre, Acción Palestina ocupó una fábrica de Leonardo en Southampton, deteniendo la producción. A la compañía naviera israelí ZIM se le prohibió ingresar a los puertos de Malasia.
El 10 de febrero, miembros de BDS País Valencià (Boicot, Desinversions i Sancions) llevaron a cabo una protesta en el Centro Comercial El Saler de la ciudad de Valencia (España) donde acusaron a Carrefour de financiar la ocupación y el «apartheid israelí». Posteriormente, los manifestantes desplegaron una pancarta con el lema «Boicot McDonald’s y Carrefour, cómplices de Israel». Se realizaron acciones similares en los Carrefour de Santiago de Compostela y La Coruña en Galicia. 
En marzo de 2024, Starbucks anunció más de 2000 despidos en todo Oriente Medio y el norte de África debido a los boicots.
El 4 de abril, McDonald's Corporation anunció que compraría Alyonal —la franquicia de la marca en Israel— a su director ejecutivo y propietario, Omri Padan, lo que convertiría la franquicia israelí en propiedad corporativa. El anuncio se produjo después de que se convocara un boicot en países de mayoría musulmana después de que Padan ofreciera comidas gratis a las tropas israelíes al inicio de la guerra.
El 17 de abril Google despidió a veintiocho trabajadores después de una serie de protestas contra el Proyecto Nimbus, valorado en 1200 millones de dólares, diseñado para proporcionar servicios en la nube y de inteligencia artificial al Gobierno israelí. Según un comunicado de la organización convocante de las protestas, No Tech For Apartheid Campaign (No a la Tecnología para el apartheid), este «flagrante acto de represalia» es indicador de que la empresa «valora más su contrato con el Gobierno y el Ejército genocida israelíes» que a sus propios trabajadores.
La empresa alemana Puma anunció que dejará de proporcionar la equipación y de patrocinar a la selección Israelí de fútbol, el movimiento de Boicot y Desinversiones (BDS) lo celebró como una victoria afirmando que «el boicot funciona para debilitar el supremacismo y genocidio israelí». Por su parte la empresa alemana afirmó que la decisión se tomó hace un año y no está relacionada con las llamadas al boicot contra la empresa textil.
En marzo de 2024, Michael Fakhri, relator especial de la ONU sobre el derecho a la alimentación, y Balakrishnan Rajagopal, relator especial de la ONU sobre el derecho a una vivienda adecuada, pidieron a BP, Chevron y Exxon que dejaran de suministrar petróleo a Israel. Rajagopal declaró: «Las corporaciones deben cesar y desistir o enfrentar posibles responsabilidades mañana».